# Фантастичне звери и где их наћи (филм)
Фантастичне звери и где их наћи (енгл. Fantastic Beasts and Where to Find Them) је британско-амерички фантастични филм из 2016. године, редитеља Дејвида Јејтса, а по сценарију Џ. К. Роулинг, која је инспирацију за филм добила из своје истоимене књиге из 2001. године. Продуценти филма су Дејвид Хејман, Џ. К. Роулинг, Стив Клоус и Лајонел Виграм. Глумачку екипу чине Еди Редмејн, Кетрин Вотерстон, Дан Фоглер, Алисон Судол, Езра Милер, Саманта Мортон, Џон Војт, Кармен Еџого и Колин Фарел. Прво је остварење у филмском серијалу Фантастичне звери и девето уопште у франшизи Чаробњачки свет, која је почела са Хари Потер филмовима.
Филм је премијерно приказан у Њујорку 10. новембра 2016, док је у биоскопима реализован 18. новембра исте године у 3Д, ИМАКС 3Д, 4К и 4Д форматима. Добио је углавном позитивне критике и остварио је комерцијални успех, зарадивши преко 814 милиона долара широм света, што га чини осмим филмом по заради из 2016. године.
Номинован је за пет награда БАФТА, укључујући ону за најбољи британски филм, а освојио је ону у категорији за најбољу сценографију. Био је номинован за два Оскара, од којих је освојио онај за најбољу костимографију, што га је учинило првим филмом из Чаробњачког света који је освојио Оскара. Филм прате два наставка: Фантастичне звери: Гринделвалдови злочини (2018) и Фантастичне звери: Тајне Дамблдора (2022).

## Радња
Године 1926. британски чаробњак и „магизоолог” Њут Скамандер стиже у Њујорк. Наилази на Мери Лу Голокост, немагичну (нормалку) шефицу филантропског друштва Нови Сејлем, која проповеда да су вештице и чаробњаци стварни и опасни. Покушавајући да поврати њушкавца који је побегао из његовог кофера у коме се налазе магична створења, Њут упознаје нормалца Џејкоба Ковалског, амбициозног пекара, и они нехотице замењују кофере. Тина Голдстин, деградирани аурор Магијског конгреса Сједињених Америчких Држава (МАКСАД), приводи Њута због кршења магијског закона. Пошто кофер у његовом поседу садржи само Џејкобова пецива, Њут је пуштен, а Тина је осрамоћена. Код куће, Џејкоб отвара Њутов кофер, нехотице пуштајући неколико створења у град.
Након што Тина и Њут пронађу Џејкоба и кофер, Тина их одводи у свој стан и упознаје их са Квини, њеном сестром која може да чита мисли другима. Џејкоб и Квини се међусобно привлаче, иако је америчким чаробњацима забрањено да имају било какав контакт са нормалцима. Њут одводи Џејкоба у свој кофер, магично проширен да удоми различита створења, укључујући Опскуруса, паразита који се развија у магично надареној деци када се њихове способности потисну; Њут га је извукао из мале девојчице која је умрла, пошто оболели ретко живе после десете године.
Након што су ухватили две од три одбегле звери, Тина враћа кофер у МАКСАД, али њих троје бивају ухапшени, јер званичници верују да је једно од Њутових створења одговорно за убиство сенатора Хенрија Шоа млађег, кога је Опскурус заправо напао. Директор Магијске сигурности, Персивал Грејвс, оптужује Њута за ковање завере са злогласним мрачним чаробњаком Гелертом Гринделвалдом и одлучује да уништи Њутов кофер и избрише недавна Џејкобова сећања. Њут и Тина су осуђени на смрт, али у бекству им помажу Квини и Џејкоб, који узимају Њутов кофер. Тинин доушник, гоблин Гнарлак, даје им информације о месту скривања последње Њутове одбегле звери, коју они касније успевају да ухвате.
Грејвс прилази Криденсу, усвојеном сину Мери Лу, и нуди му да га ослободи његове мајке која га злоставља, у замену за проналазак Опскуруса који је проузроковао разарање у целом граду. Криденс проналази чаробни штапић испод кревета своје усвојене сестре Модести, за који Мери Лу претпоставља да је његов; када је Криденс ускоро кажњен, његов Опскур убија Мери Лу и њену најстарију ћерку. Грејвс, претпостављајући да је Модести домаћин Опскуруса, одбацује Криденса сматрајући га немагијским и одбија да га подучава магији како је обећао. Криденс открива да је он прави домаћин Опскуруса, који је преживео захваљујући интензитету своје магије, и напада град усред дана.
Њут проналази Криденса како се скрива у тунелу подземне железнице, али тамо га напада Грејвс. Тина, која је изгубила посао покушавајући да заштити Криденса од Мери Лу, покушава да га смири, док Грејвс покушава да убеди Криденса да га саслуша. Како се Криденс враћа у људски облик, председница МАКСАД, Серафина Пикери и аурори изводе контранапад, уништавајући Опскуруса. Грејвс признаје свој план према коме је хтео да ослободи Опскура и окриви Њута, тако откривајући постојање магијске заједнице нормалцима; изјављује да МАКСАД штити нормалце више од њих самих. Серафина наређује аурорима да ухапсе Грејвса, али он их све побеђује, све док га Њут не ухвати уз помоћ једне од својих звери и открије да је Грејвс заправо прерушени Гринделвалд.
МАКСАД се плаши да је њихов тајни свет разоткривен, али Њут пушта своју громовиту птицу да расипа напитак путем кише по граду, тако бришући сећања свим нормалцима у Њујорку, док МАКСАД-ови чаробњаци поправљају уништене делове града. Квини љуби Џејкоба на растанку док му киша брише сећања, а Њут се враћа у Енглеску. Џејкоб отвара пекару са пецивима налик Њутовим зверима, а када Квини уђе, насмеши јој се, указујући да ће се његова сећања можда вратити.

## Улоге
| Глумац           | Улога              |
| ---------------- | ------------------ |
| Еди Редмејн      | Њут Скамандер      |
| Кетрин Вотерстон | Тина Голдстин      |
| Дан Фоглер       | Џејкоб Ковалски    |
| Алисон Судол     | Квини Голдстин     |
| Езра Милер       | Криденс Голокост   |
| Саманта Мортон   | Мери Лу Голокост   |
| Џон Војт         | Хенри Шо           |
| Кармен Еџогон    | Серафина Пикери    |
| Колин Фарел      | Персивал Грејвс    |
| Џони Деп         | Гелерт Гринделвалд |